# 第三次南寧戰鬥
南寧戰鬥，發生於1924年4月2日，地點是在中國桂南。是北洋政府時期內戰之一，交戰兩方為李宗仁、范石生混部及龍雲、唐繼堯混部。最後，龍雲、唐繼堯混部勝，李宗仁、范石生混部敗。